# الباروک
الباروک (به عربی: باروک) یک کوه در لبنان است که در استان جبل لبنان واقع شده‌است.

## خصوصیات
الباروک ۱٬۹۴۳ متر بالاتر از سطح دریا واقع شده‌است.

## نگارخانه

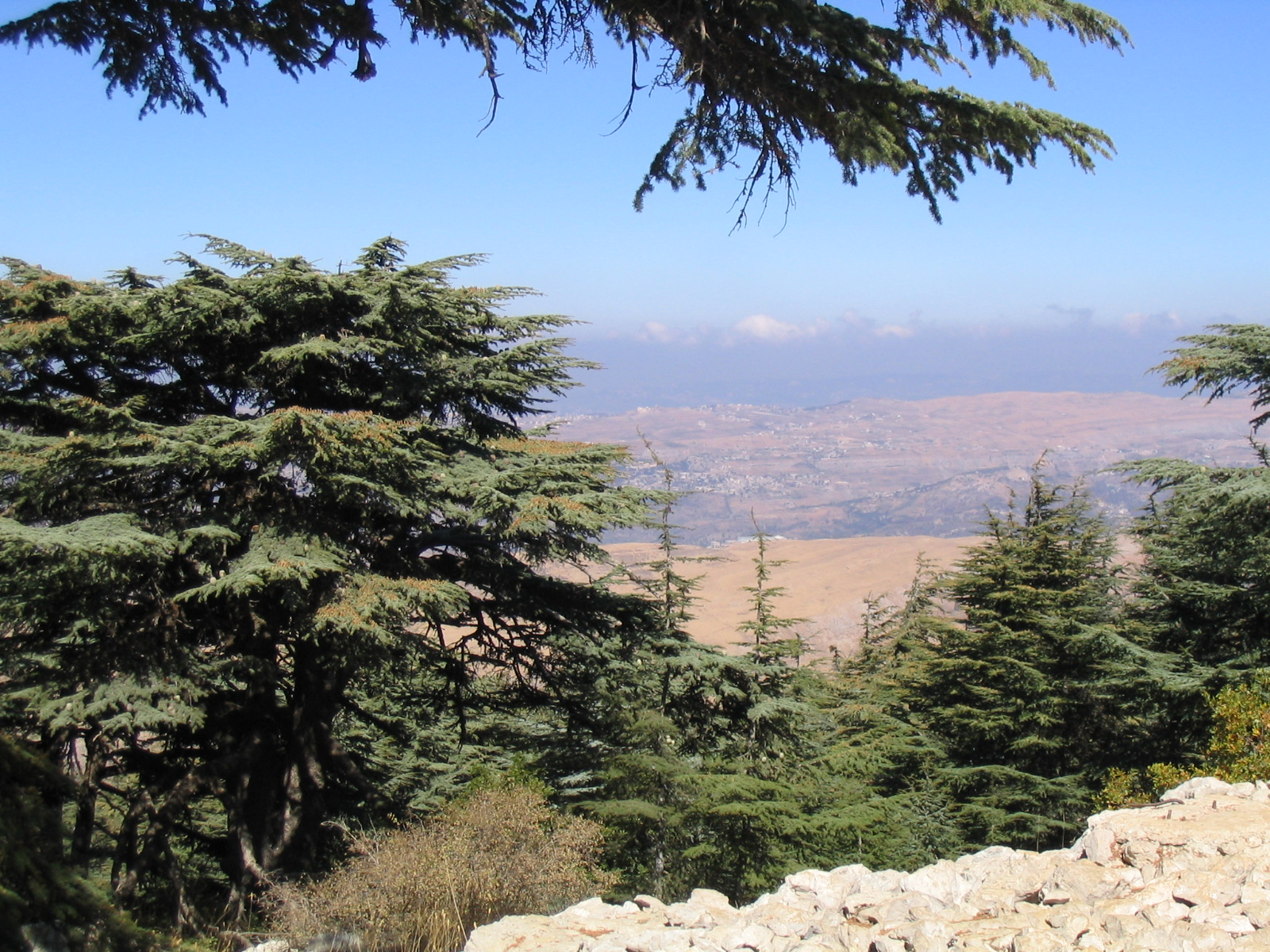
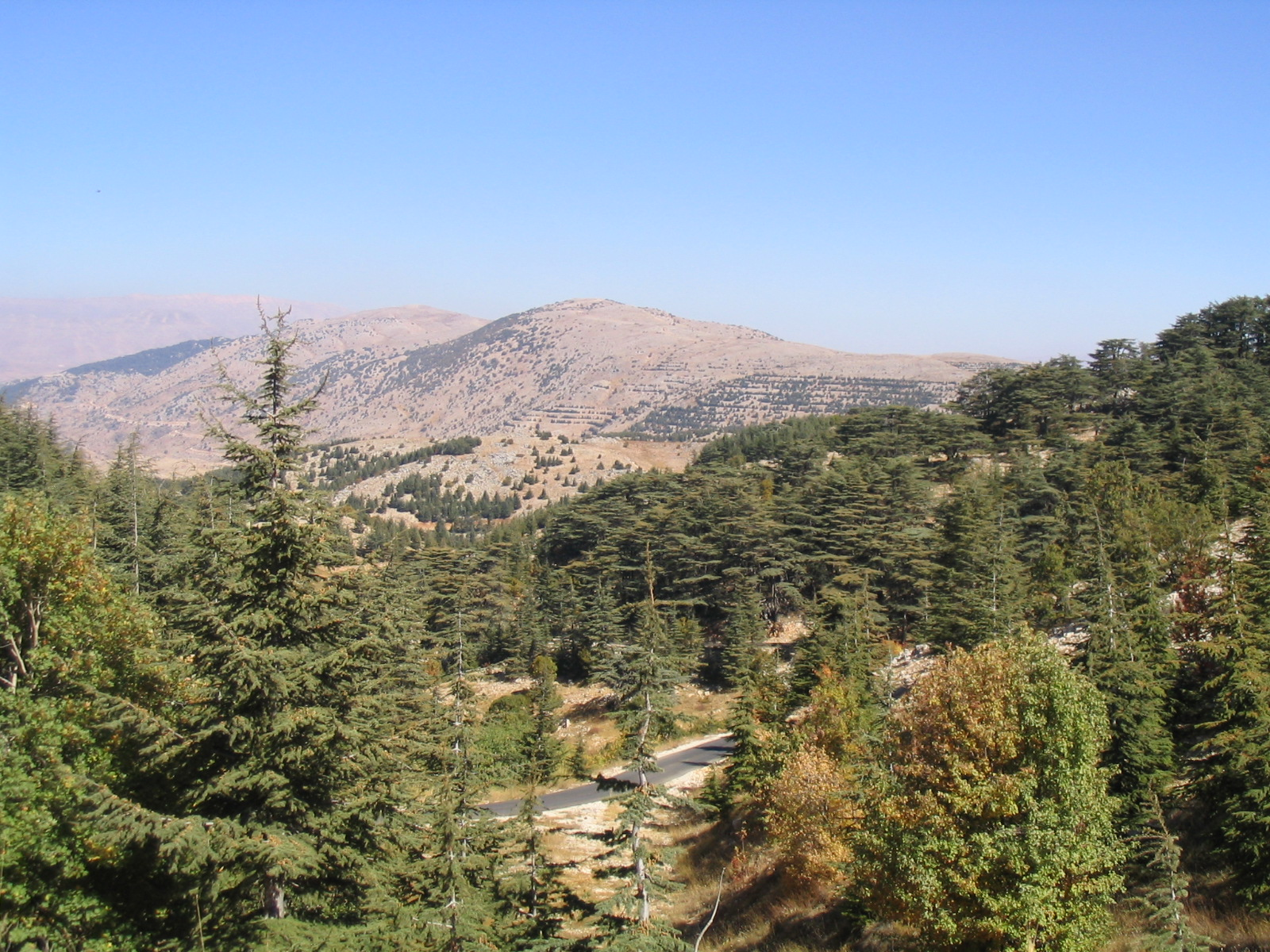
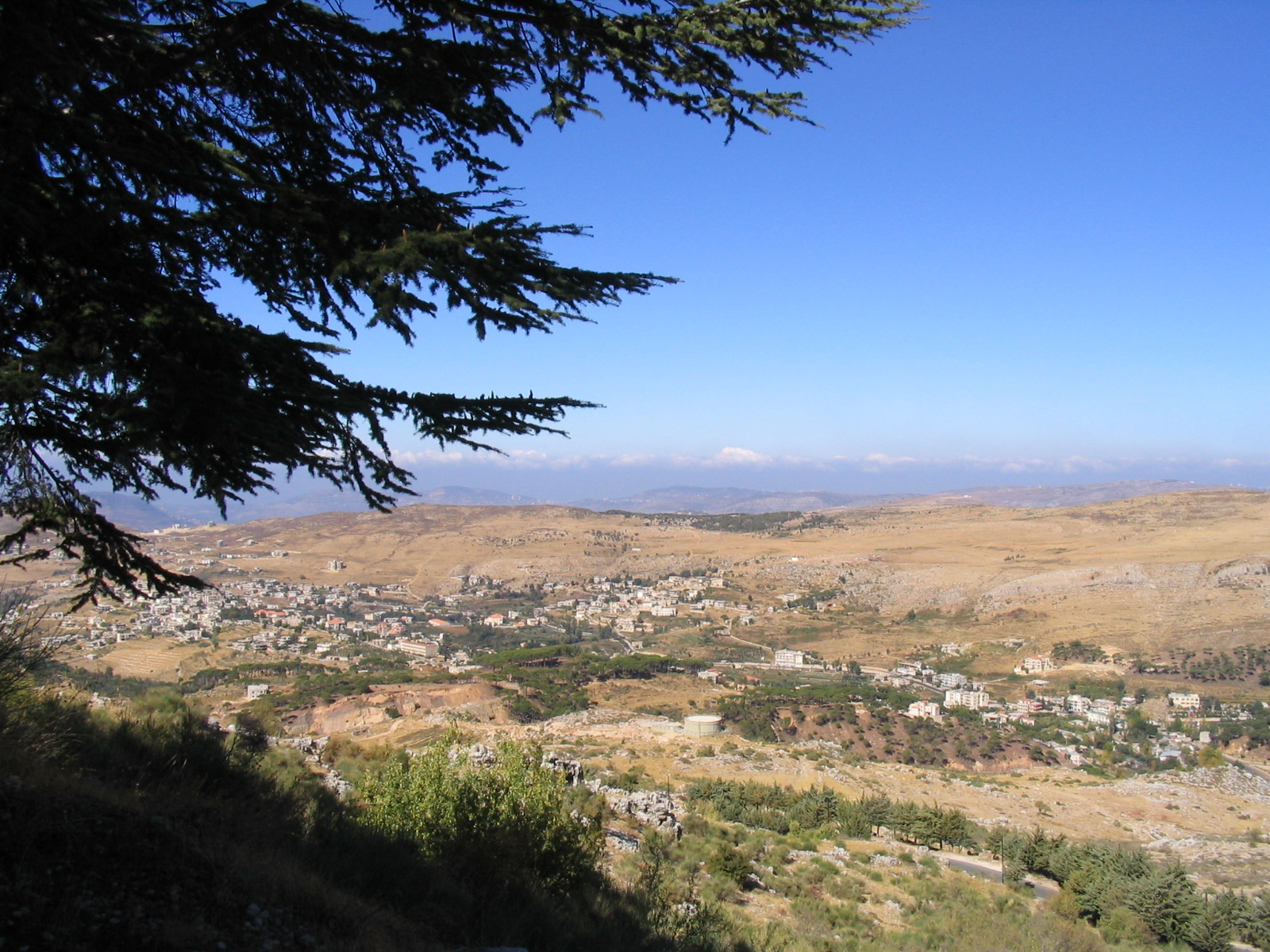